# Cheiridioidea
Super-famille
Les Cheiridioidea sont une super-famille de pseudoscorpions.

## Distribution
Les espèces de cette super-famille se rencontrent en Amérique, en Afrique, en Asie, en Europe et en Océanie.

## Liste des familles
Selon Pseudoscorpions of the World (version 3.0) :
- Cheiridiidae Hansen, 1894
- Pseudochiridiidae Chamberlin, 1923

## Publication originale
- Hansen, 1894 : Organs and characters in different orders of arachnids. Entomologiske Meddelelser, vol. 4, p. 137-251 (texte intégral).